# New Hope (Teksas)
New Hope – miasto w Stanach Zjednoczonych, w stanie Teksas, w hrabstwie Collin.